# SIFOREX

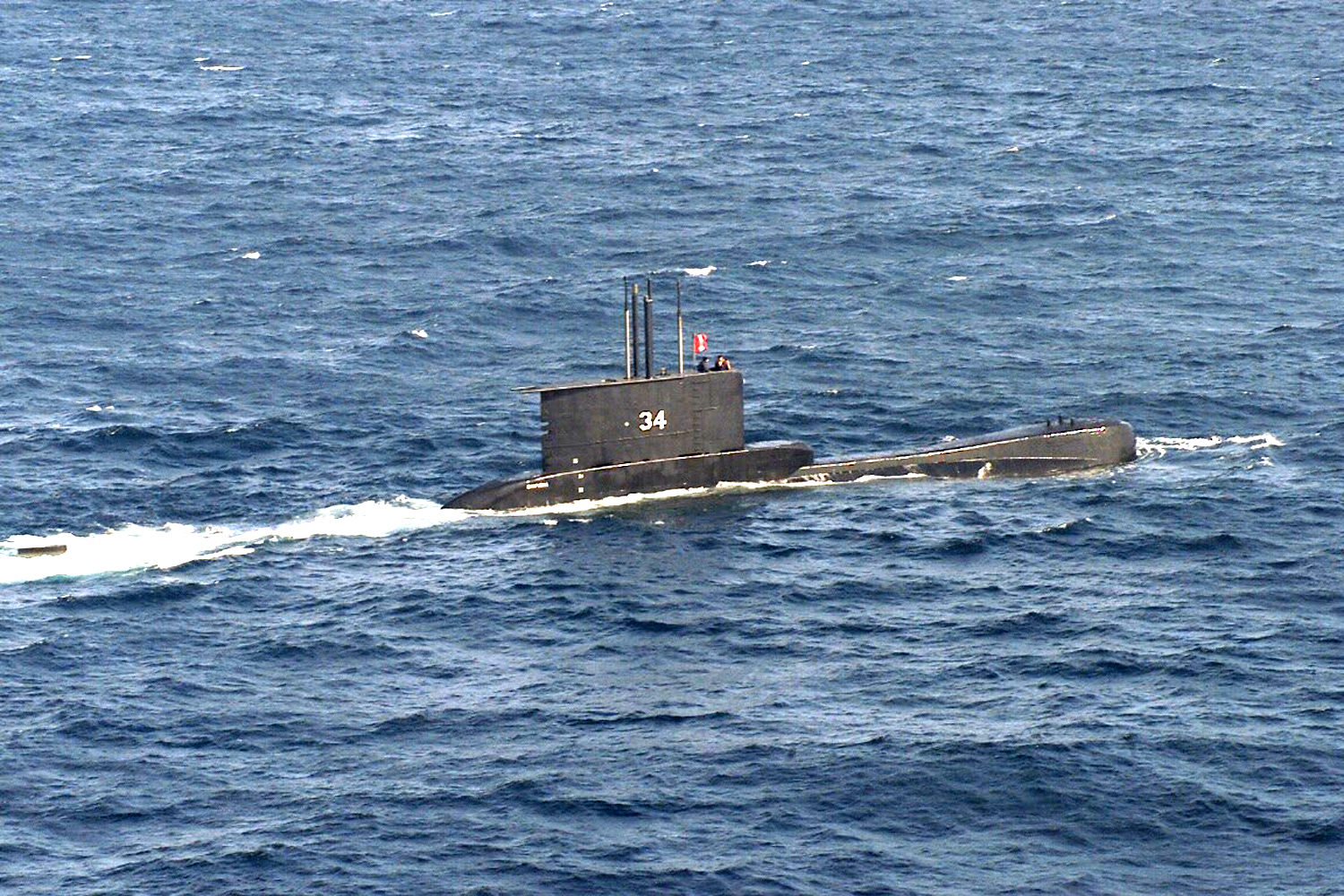
Il sommergibile peruviano Chipana durante l'esercitazione SIFOREX del 2003

La SIFOREX, Silent Force Exercise, è un'importante esercitazione navale bilaterale ASW organizzata dalla marina peruviana con la partecipazione della US Navy e si svolge nelle acque del Perù.
Scopo principale dell'esercitazione è l'addestramento delle unità navali antisommergibile nella ricerca e nella lotta alla minaccia rappresentata dai sommergibili a propulsione diesel-elettrica.
L'esercitazione ha una cadenza annuale e viene svolto sotto il comando della marina peruviana nel periodo giugno-luglio ed ha il suo quartier generale alla base di El Callao nel Pacifico.